# Christian Hansen (general)
Christian Hansen (10 de abril de 1885-7 de agosto de 1972) fue un general alemán en la Wehrmacht de la Alemania Nazi. Fue condecorado con la Cruz de Caballero de la Cruz de Hierro. Hansen se retiró de la Wehrmacht el 31 de diciembre de 1944 por motivos médicos. Murió en 1972.

## Condecoraciones
- Cruz de Caballero de la Cruz de Hierro el 3 de agosto de 1941 como General der Artillerie y comandante del X. Armeekorps.[1]